# Tamara da Geórgia
Tamara da Geórgia (em georgiano: თამარი, também transliterado como T'amar, Thamar ou Tamari) (c. 1160 – 18 de Janeiro de 1213), da Dinastia Bagrationi foi rainha da Geórgia de 1184 até 1213. 
Primeira mulher a governar a Geórgia por direito próprio, Tamara presidiu a "era dourada" da monarquia medieval do país. Membro da dinastia Bagrationi, sua posição como primeira mulher a reinar a Geórgia em seu próprio direito, foi enfatizado pelo uso do título mefe (rei ou soberano), atribuído a Tamara em fontes medievais georgianas.
Tamara foi proclamada como herdeira aparente e co-governante por seu pai Jorge III em 1178, mas enfrentou uma significativa oposição da aristocracia devido a sua ascensão e total controle do poder, após a morte do pai. Mesmo assim, ela conseguiu neutralizar a oposição e embarcou em uma série de viagens promovendo uma política externa, principalmente com os seus rivais Seljúcidas e Bizantinos. Apoiada pelo exército da elite, Tamara conseguiu dar continuidade à expansão do império de seus predecessores, dominando o Cáucaso até a sua queda com a invasão Mongol, duas décadas após a sua morte.
Tamara casou-se duas vezes. Seu primeiro marido, de 1185 a 1187, foi o príncipe russo Yury Bogolyubsky, de quem ela se divorciou após sucessivas surras e abusos e expulsou do país. Ele levantou um exército para tomar seu trono, mas foi derrotado. Seu segundo marido, em 1191, foi o príncipe David Soslan, com quem ela teve dois filhos, Jorge IV e Rusudan, que se sucederam no trono da Geórgia.
O reinado de Tamar está associado a um período de marcantes sucessos políticos e militares e conquistas culturais. Isso, combinado com seu papel como governante mulher, contribuiu para o status de figura idealizada e romantizada nas artes georgianas e na memória historiográfica. Ela ainda é um importante símbolo da cultura popular da Geórgia. Tamara também foi canonizada pela Igreja Ortodoxa Georgiana.

## Biografia
Tamara nasceu por volta de 1160, filha do rei Jorge III da Geórgia e de sua rainha, Burdukhan da Alânia, filha do rei da Alânia. É possível que Tamara tenha tido uma irmã mais nova, Rusudan, mas apenas Tamara é mencionada nos relatos contemporâneos do reinado.
A juventude de Tamara coincidiu com uma grande revolta na Geórgia; em 1177, seu pai foi confrontado por uma facção rebelde de nobres. Os rebeldes pretendiam destronar Jorge favorecendo seu sobrinho, Demna, considerados por muito muitos como o legítimo herdeiro após o assassinato de seu pai, Davi V. A causa de Demna não passava de um pretexto para os nobres, liderados pelo sogro do pretendente, o amirspasalari (comandante-em-chefe do exército georgiano medieval) Ivane Orbeli, na esperança de enfraquecer a coroa.
Jorge III conseguiu esmagar a revolta e embarcou em uma campanha de repressão aos desafiadores clãs aristocráticos; Ivane Orbeli foi condenado à morte e os membros sobreviventes de sua família foram expulsos da Geórgia. Demna, castrado e cegado por ordem de seu tio, não sobreviveu à mutilação e logo morreu na prisão. Assim que a rebelião foi reprimida e o pretendente eliminado, Jorge cooptou Tamara para o governo com ele e a coroou como co-governante em 1178. Ao fazer isso, o rei tentou antecipar qualquer disputa após sua morte e legitimar sua linhagem no trono da Geórgia. Ao mesmo tempo, ele alistou homens Quipechaques, bem como da pequena nobreza e classes inferiores para manter a aristocracia dinástica longe do centro do poder.

## Primeiro reinado e casamento

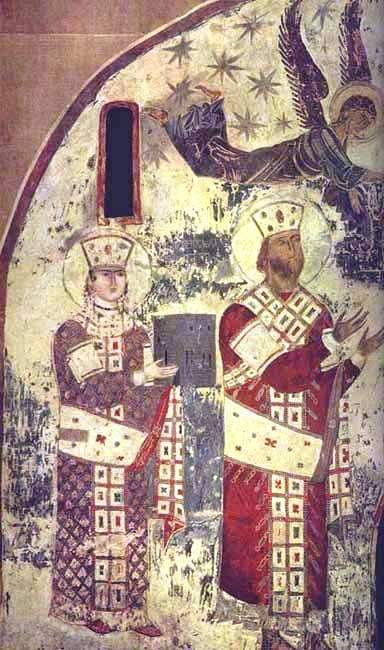
Tamara (esquerda) e Jorge III (direita). Um dos primeiros retratos de Tamara na Igreja da Dormição da Teótoco, c. 1184–1186.

Por seis anos, Tamara foi corregente com seu pai. Após a dele morte, em 1184, Tamar continuou como a única monarca e foi coroada uma segunda vez na Mosteiro de Guelati perto de Cutáissi, no oeste da Geórgia. Ela herdou um reino relativamente forte, mas as tendências descentralizadoras fomentadas pelos grandes nobres estavam longe de serem reprimidas. Houve considerável oposição à sucessão de Tamara; isso foi provocado por uma reação contra as políticas repressivas de seu pai e encorajado por outra fraqueza percebida na nova soberana: seu sexo.
Como a Geórgia nunca teve uma governante mulher, uma parte da aristocracia questionava a legitimidade de Tamara, enquanto outros tentaram explorar sua juventude e suposta fraqueza para afirmar maior autonomia para si. O envolvimento da influente tia de Tamara, Rusudan, filha de Demétrio I e do patriarcada a Igreja Ortodoxa Georgiana, Miguel IV, foi crucial para a legitimação de Tamara no trono. No entanto, a jovem rainha foi forçada a fazer concessões significativas à aristocracia. Ela teve que recompensar o apoio do patriarca católico Miguel, tornando-o chanceler, colocando-o assim no topo das hierarquias clerical e secular do reino.
Tamar também foi pressionada a demitir os nomeados de seu pai, entre eles o governador do castelo, oficial Kubasar, um quipechaques de nascimento comum, que ajudou Jorge III em sua repressão à nobreza rebelde. Um dos poucos servos sem título de Jorge III a escapar desse destino foi o tesoureiro, Qutlu Arslan, que liderava um grupo de nobres e cidadãos ricos em uma luta para limitar a autoridade real criando um novo conselho, o karavi, cujos membros deliberariam sozinhos e decidiriam a política. Essa tentativa de "constitucionalismo feudal" foi abortada quando Tamara prendeu Qutlu Arslan e seus apoiadores foram persuadidos à submissão. No entanto, os primeiros movimentos de Tamara para reduzir o poder da elite aristocrática não tiveram sucesso. Ela falhou em sua tentativa de usar um sínodo da igreja para demitir o patriarca Miguel IV da Geórgia, e o conselho de nobres, o Darbazi, afirmou o direito de aprovar decretos reais.
O casamento da rainha Tamara era uma questão de importância de Estado. De acordo com os imperativos dinásticos e as normas da época, os nobres exigiam que Tamara se casasse para ter um líder para o exército e um herdeiro para o trono. Cada grupo se esforçou para selecionar e garantir a aceitação de seu candidato, a fim de fortalecer sua posição e influência na corte. Duas facções principais lutaram pela influência na corte de Tamar: clã Zakarian, um dinastia armênio-georgiana, e o Abulasan, político que foi prefeito de Tiblíssi no século XII. A facção dos Abulasan venceu, a escolha foi aprovada pela tia de Tamara, Rusudan, e pelo conselho dos senhores feudais.
A escolha deles recaiu sobre Yury Bogolyubsky, filho do príncipe assassinado André I de Vladimir, de Vladimir-Suzdal, que mais tarde viveu como refugiado entre os Quipechaques do norte do Cáucaso. Chamaram uma pessoa influente no reino, o grande comerciante Zankan Zorababeli, que recebeu a missão de trazer o noivo para Tiblíssi. Ele cumpriu sua missão com zelo e o príncipe foi trazido para a Geórgia para se casar com a rainha em 1185.
O jovem príncipe era valente, corpo perfeito e muito bonito. Yuri provou ser um soldado hábil, mas uma pessoa difícil e logo entrou em conflito com sua esposa. As tensas relações conjugais eram paralelas a uma luta de facções na corte real, na qual Tamara estava se tornando cada vez mais assertiva em seus direitos como rainha. A virada na sorte de Tamara veio com a morte do poderoso patriarca Michael, a quem a rainha substituiu, como chanceler, por seu apoiador, Anton Gnolistavisdze. Tamara expandiu gradualmente sua própria base de poder e elevou seus nobres leais a altos cargos na corte, principalmente os Zakarians.

## Segundo casamento

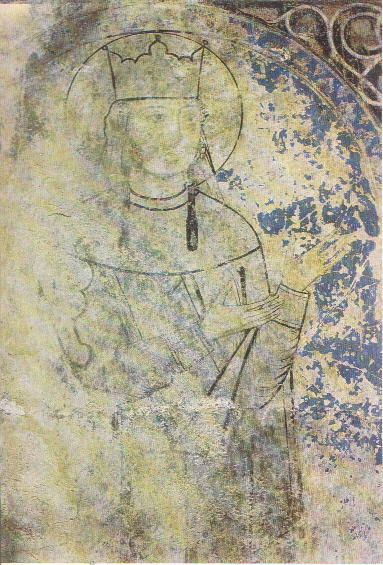
Tamara em um mural do século XIII no Monastério de Kintsvisi

Em 1187, Tamara persuadiu o conselho de nobres a aprová-la seu divórcio de Yuri, que foi acusado de alcoolismo e "sodomia" e foi enviado para Constantinopla. Auxiliado por vários aristocratas georgianos ansiosos para conter o poder crescente de Tamara, Yuri fez duas tentativas de golpe, mas falhou e caiu na obscuridade após 1191.
A rainha escolheu ela mesma seu segundo marido. Ele era Davi Soslan, um príncipe do Reino da Alânia, a quem o estudioso georgiano do século XVIII, príncipe Vacusti, atribui descendência do rei georgiano do início do século XI, Jorge I. Davi, um comandante militar bastante habilidoso, tornou-se o principal apoiador de Tamara e foi fundamental para derrotar os nobres rebeldes que se uniram a Yuri.
Tamara e Davi tiveram dois filhos. Em 1192 ou 1194, ela deu à luz a Jorge, futuro rei Jorge IV da Geórgia. Sua filha, Rusudan, nasceu cerca de 1195, e sucederia seu irmão como soberana da Geórgia. O status de rei consorte de Davi Soslan, bem como sua presença na arte, nas cartas e nas moedas, foi ditado pela necessidade de aspectos masculinos da realeza, mas ele permaneceu um governante subordinado que dividiu o trono e derivou seu poder a Tamara, que ainda detinha o título de "Rei dos Reis", em georgiano mep’et’a mep’e. O equivalente feminino de mep'e é dedop'ali (rainha), termo usado para esposas ou outros parentes femininos seniores de reis. Tamara é ocasionalmente chamada dedop'ali e dedop'alt'a dedop'ali nas crônicas georgianas e em algumas cartas. Assim, o título de mep'e pode ter sido aplicado a Tamara para marcar sua posição única entre as mulheres.